# نیایشگاه آسمان

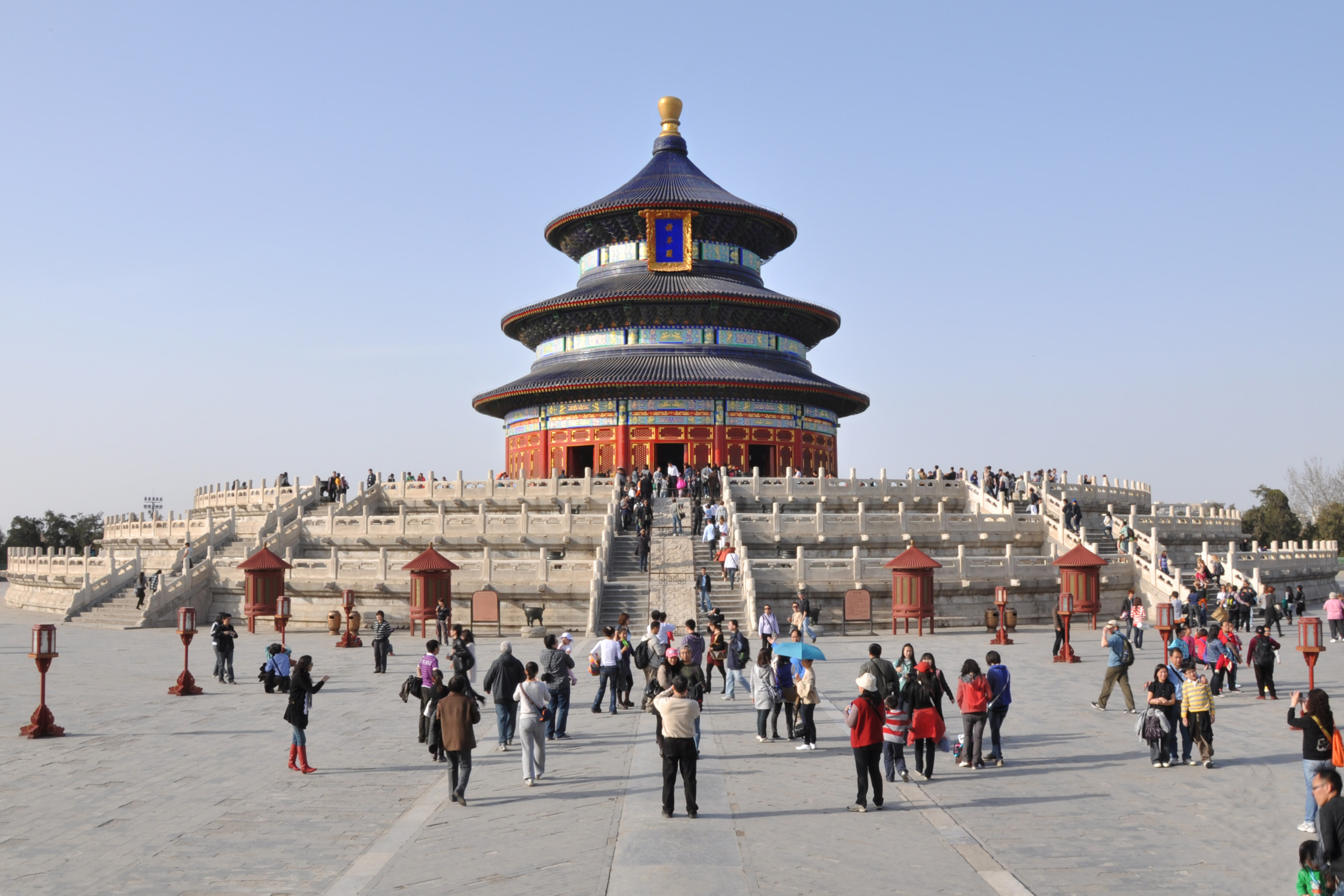
معبد آسمان

نیایشگاه آسمان (به چینی: 天壇) نام مجموعه نیایشگاه‌های تاریخی متعلق به آئین تائو است. نیایشگاه آسمان در جنوب شرقی شهر پکن قرار دارد و در دوران دودمان‌های چین و مینگ مورد زیارت امپراتورهای چین قرار می‌گرفته‌است.